# انایکارای
انایکارای (به انگلیسی: Anaikarai) یک منطقهٔ مسکونی در هند است که در تامیل نادو واقع شده‌است.

## خصوصیات
انایکارای ۲٬۷۵۷ نفر جمعیت دارد.